# 埃里克·西伯特
埃里克·西伯特（德語：Erich Siebert，1910年5月7日—1947年），德国男子摔跤运动员。他曾代表德国参加1936年夏季奥林匹克运动会摔跤比赛，获得男子自由式次重量级铜牌。